# Fatma Toptaş
Fatma Toptaş (Mersina, 25 novembre 1982) è un'attrice turca, nota per aver interpretato il ruolo di Sibel Korkmaz nella serie Cherry Season - La stagione del cuore (Kiraz Mevsimi) e per quello di Cansu Akman nella serie Mr. Wrong - Lezioni d'amore (Bay Yanlış).

## Biografia
Fatma Toptaş è nata il 25 novembre 1982 a Mersina (Turchia), e oltre alla recitazione si occupa anche di teatro.

## Carriera
Ha studiato teatro e recitazione al Müjdat Gezen Art Center. Nel 2007 ha iniziato la sua carriera facendo apparizioni su Kanal D nella serie Bicák Sirti. Nello stesso anno ha recitato nelle serie Aşk Üzerine Bir Varsayım e in Çok Özel Tim. Nel 2007 e nel 2008 ha recitato nella serie di Show TV nella serie Doktorlar. Il suo primo ruolo da protagonista è stato nel film commedia del 2008 Recep İvedik nei panni di Sibel, in cui ha recitato al fianco di Şahan Gökbakar. Nello stesso anno è stata scelta per un altro film commedia, intitolato Avanak Kuzenler diretto da Oğuzhan Tercan.
Nel 2011 ha recitato nella serie di TRT Başrolde Aşk e nei film Herkes mi Aldatır? diretto da Kamil Aydin e in Ya Sonra diretto da Özcan Deniz. Dal 2011 e nel 2013 ha ricoperto il ruolo di Sebnem Yalaz nella serie di ATV Hayat Devam Ediyor. Nel 2013 ha interpretato il ruolo di Serpil in Cesur Hemşire, trasmesso su ATV. L'anno successivo, nel 2014, ha recitato nel film Vay Basima Gelenler! 2 Buçuk diretto da Semra Dündar. Nel 2014 e nel 2015 è stata scelta per interpretare il ruolo di Sibel Korkmaz nella serie di Fox Cherry Season - La stagione del cuore (Kiraz Mevsimi). Nel 2016 ha ricoperto il ruolo di Nilüfer Yorulmaz nella serie No: 309. Nel 2019 ha ricoperto il ruolo di Nesrin nel film Annem diretto da Mustafa Kotan. L'anno successivo, nel 2020, è stata scelta per interpretare il ruolo di Cansu Akman nella serie di Fox Mr. Wrong - Lezioni d'amore (Bay Yanlış) e dove ha recitato insieme ad attori come Can Yaman, Özge Gürel, Gürgen Öz e Cemre Gümeli.

## Filmografia

### Cinema
- Recep İvedik, regia di Togan Gökbakar (2008)
- Avanak Kuzenler, regia di Oğuzhan Tercan (2008)
- Herkes mi Aldatır?, diretto da Kamil Aydin (2011)
- Ya Sonra, regia di Özcan Deniz (2011)
- Vay Basima Gelenler! 2 Buçuk, regia di Semra Dündar (2014)
- Annem, regia di Mustafa Kotan (2019)

### Televisione
- Bıçak Sırtı – serie TV (2007)
- Aşk Üzerine Bir Varsayım  – serie TV (2007)
- Çok Özel Tim – serie TV (2007)
- Doktorlar – serie TV (2007-2008)
- Başrolde Aşk – serie TV (2011)
- Hayat Devam Ediyor – serie TV (2011-2012)
- Cesur Hemşire – serie TV (2013)
- Gölgedekiler – serie TV (2014)
- Vay Başıma Gelenler! 2 Buçuk – serie TV (2014)
- Cherry Season - La stagione del cuore (Kiraz Mevsimi) – serie TV, 59 episodi (2014-2015)
- No: 309 – serie TV (2016)
- Mr. Wrong - Lezioni d'amore (Bay Yanlış) – serie TV, 14 episodi (2020)

## Teatro
- Şah Mat (2008)

## Doppiatrici italiane
Nelle versioni in italiano dei suoi film e delle sue serie TV, Fatma Toptaş è stata doppiata da:
- Eleonora De Angelis[19] in Cherry Season - La stagione del cuore[20], in Mr. Wrong - Lezioni d'amore, [21] in Annem